# Manchester United F.C. mùa bóng 1954–55
Mùa giải 1954-55 là mùa giải lần thứ 53 của Manchester United ở The Football League và mùa giải thứ 10 liên tiếp của đội bóng ở Giải hạng nhất Anh. United kết thúc mùa giải ở vị trí thứ tư. Cầu thủ ghi bàn hàng đầu là Dennis Viollet với 21 bàn thắng. Tiền đạo trẻ này thay thế cho tiền đạo kỳ cựu Jack Rowley sau 18 năm chơi bóng tại Old Trafford. Với những cầu thủ trẻ tiếp tục tạo thành trụ cột của đội bóng bao gồm cả tiền đạo trẻ Billy Whelan sinh ra tại Dublin có màn ra mắt ngay trước sinh nhật lần thứ 20 của ông.

## First Division
| Thời gian            | Đối thủ                 | H/A | Tỷ số Bt-Bb | Cầu thủ ghi bàn                       | Số lượng khán giả |
| -------------------- | ----------------------- | --- | ----------- | ------------------------------------- | ----------------- |
| 21 tháng 8 năm 1954  | Portsmouth              | H   | 1 – 3       | Rowley                                | 38,203            |
| 23 tháng 8 năm 1954  | Sheffield Wednesday     | A   | 4 – 2       | Blanchflower (2), Viollet (2)         | 38,118            |
| 28 tháng 8 năm 1954  | Blackpool               | A   | 4 – 2       | Webster (2), Blanchflower, Viollet    | 31,855            |
| 1 tháng 9 năm 1954   | Sheffield Wednesday     | H   | 2 – 0       | Viollet (2)                           | 31,371            |
| 4 tháng 9 năm 1954   | Charlton Athletic       | H   | 3 – 1       | Rowley (2), Taylor                    | 38,105            |
| 8 tháng 9 năm 1954   | Tottenham Hotspur       | A   | 2 – 0       | Berry, Webster                        | 35,162            |
| 11 tháng 9 năm 1954  | Bolton Wanderers        | A   | 1 – 1       | Webster                               | 44,661            |
| 15 tháng 9 năm 1954  | Tottenham Hotspur       | H   | 2 – 1       | Rowley, Viollet                       | 29,212            |
| 18 tháng 9 năm 1954  | Huddersfield Town       | H   | 1 – 1       | Viollet                               | 45,648            |
| 25 tháng 9 năm 1954  | Manchester City         | A   | 2 – 3       | Blanchflower, Taylor                  | 54,105            |
| 2 tháng 10 năm 1954  | Wolverhampton Wanderers | A   | 2 – 4       | Rowley, Viollet                       | 39,617            |
| 9 tháng 10 năm 1954  | Cardiff City            | H   | 5 – 2       | Taylor (4), Viollet                   | 39,378            |
| 16 tháng 10 năm 1954 | Chelsea                 | A   | 6 – 5       | Viollet (3), Taylor (2), Blanchflower | 55,966            |
| 23 tháng 10 năm 1954 | Newcastle United        | H   | 2 – 2       | Taylor, own goal                      | 29,217            |
| 30 tháng 10 năm 1954 | Everton                 | A   | 2 – 4       | Taylor, Rowley                        | 63,021            |
| 6 tháng 11 năm 1954  | Preston North End       | H   | 2 – 1       | Viollet (2)                           | 30,063            |
| 13 tháng 11,1954     | Sheffield United        | A   | 0 – 3       |                                       | 26,257            |
| 20 tháng 11 năm 1954 | Arsenal                 | H   | 2 – 1       | Blanchflower, Taylor                  | 33,373            |
| 27 tháng 11 năm 1954 | West Bromwich Albion    | A   | 0 – 2       |                                       | 33,931            |
| 4 tháng 12 năm 1954  | Leicester City          | H   | 3 – 1       | Webster, Rowley, Viollet              | 19,369            |
| 11 tháng 12 năm 1954 | Burnley                 | A   | 4 – 2       | Webster (3), Viollet                  | 24,977            |
| 18 tháng 12 năm 1954 | Portsmouth              | A   | 0 – 0       |                                       | 26,019            |
| 27 tháng 12 năm 1954 | Aston Villa             | H   | 0 – 1       |                                       | 49,136            |
| 28 tháng 12 năm 1954 | Aston Villa             | A   | 1 – 2       | Taylor                                | 48,718            |
| 1 tháng 1 năm 1955   | Blackpool               | H   | 4 – 1       | Blanchflower (2), Edwards, Viollet    | 51,918            |
| 22 tháng 1 năm 1955  | Bolton Wanderers        | H   | 1 – 1       | Taylor                                | 39,873            |
| 5 tháng 2 năm 1955   | Huddersfield Town       | A   | 3 – 1       | Berry, Edwards, Pegg                  | 31,408            |
| 12 tháng 2 năm 1955  | Manchester City         | H   | 0 – 5       |                                       | 47,914            |
| 23 tháng 2 năm 1955  | Wolverhampton Wanderers | H   | 2 – 4       | Edwards, Taylor                       | 15,679            |
| 26 tháng 2 năm 1955  | Cardiff City            | A   | 0 – 3       |                                       | 16,329            |
| 5 tháng 3 năm 1955   | Burnley                 | H   | 1 – 0       | Edwards                               | 31,729            |
| 19 tháng 3 năm 1955  | Everton                 | H   | 1 – 2       | Scanlon                               | 32,295            |
| 26 tháng 3 năm 1955  | Preston North End       | A   | 2 – 0       | Byrne, Scanlon                        | 13,327            |
| 2 tháng 4 năm 1955   | Sheffield United        | H   | 5 – 0       | Taylor (2), Berry, Viollet, Whelan    | 21,158            |
| 8 tháng 4 năm 1955   | Sunderland              | A   | 3 – 4       | Edwards (2), Scanlon                  | 43,882            |
| 9 tháng 4 năm 1955   | Leicester City          | A   | 0 – 1       |                                       | 34,362            |
| 11 tháng 4 năm 1955  | Sunderland              | H   | 2 – 2       | Byrne, Taylor                         | 36,013            |
| 16 tháng 4 năm 1955  | West Bromwich Albion    | H   | 3 – 0       | Taylor (2), Viollet                   | 24,765            |
| 18 tháng 4 năm 1955  | Newcastle United        | A   | 0 – 2       |                                       | 35,540            |
| 23 tháng 4 năm 1955  | Arsenal                 | A   | 3 – 2       | Blanchflower (2), own goal            | 42,754            |
| 26 tháng 4 năm 1955  | Charlton Athletic       | A   | 1 – 1       | Viollet                               | 13,149            |
| 30 tháng 4 năm 1955  | Chelsea                 | H   | 2 – 1       | Scanlon, Taylor                       | 34,933            |

| # | Câu lạc bộ        | Tr | T  | H  | B  | Bt | Bb | Hs    | Điểm |
| - | ----------------- | -- | -- | -- | -- | -- | -- | ----- | ---- |
| 4 | Sunderland        | 42 | 15 | 18 | 9  | 64 | 54 | 1.185 | 48   |
| 5 | Manchester United | 42 | 20 | 7  | 15 | 88 | 74 | 1.135 | 47   |
| 6 | Aston Villa       | 42 | 20 | 7  | 15 | 72 | 73 | 0.986 | 47   |

## FA Cup
| Thời gian           | Vòng đấu       | Đối thủ         | H/A | Tỷ số Bt-Bb | Cầu thủ ghi bàn              | Số lượng khán giả |
| ------------------- | -------------- | --------------- | --- | ----------- | ---------------------------- | ----------------- |
| 8 tháng 1 năm 1955  | Vòng 3         | Reading         | A   | 1 – 1       | Webster                      | 26,000            |
| 12 tháng 1 năm 1955 | Vòng 3 Đấu lại | Reading         | H   | 4 – 1       | Webster (2), Viollet, Rowley | 24,578            |
| 19 tháng 2 năm 1955 | Vòng 4         | Manchester City | A   | 0 – 2       |                              | 75,000            |